# Veronica acinifolia
Veronica acinifolia är en grobladsväxtart som beskrevs av Carl von Linné. Veronica acinifolia ingår i släktet veronikor, och familjen grobladsväxter. Inga underarter finns listade i Catalogue of Life.

## Bildgalleri

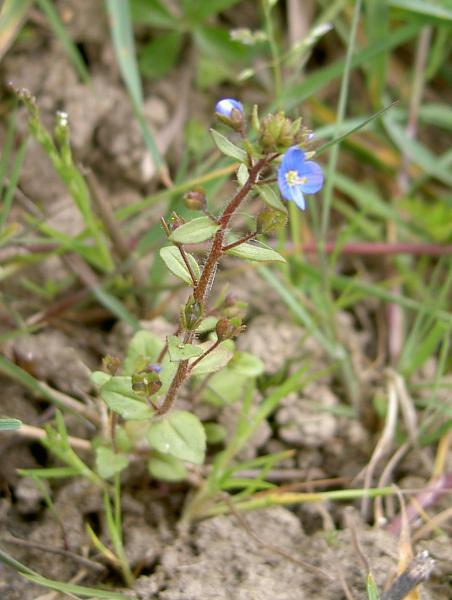